# Comarca do Morrazo
O Morrazo is een comarca (vergelijk gewest) van de Spaanse provincie Pontevedra. De hoofdstad is Cangas, de oppervlakte 140,1 km² en het heeft 81.228 inwoners (2005).

## Gemeenten
Bueu, Cangas, Marín en Moaña.